# Tło rentgenowskie
Tło rentgenowskie – promieniowanie obserwowane w zakresie rentgenowskim, które dociera do nas z obrębu Drogi Mlecznej (tzw. miękkie tło rentgenowskie, w zakresie do ok. 1 keV) lub spoza Galaktyki.
Miękkie tło rentgenowskie jest produkowane głównie przez gorący gaz w ośrodku międzygwiazdowym, przede wszystkim w obrębie tzw. Lokalnego Bąbla. Jego źródłem może być ponadto plazma o temperaturze rzędu miliona kelwinów znajdująca się w obrębie halo naszej Galaktyki. Miękka emisja rentgenowska może pochodzić również z Układu Słonecznego, a promieniowanie powstaje w wyniku oddziaływania zjonizowanego wiatru słonecznego z atomami obecnymi w górnych warstwach atmosfery Ziemi. Za pochodzenie twardego tła rentgenowskiego odpowiadają przede wszystkim aktywne galaktyki oraz inne, nierozróżnialne źródła.
Tło rentgenowskie jest przedmiotem obserwacji wielu sztucznych satelitów, takich jak Chandra, XMM-Newton, INTEGRAL.